# Максимир (район Загреба)
Максимир (хорв. Maksimir хорватська вимова: [mǎksimiːr]) —  район міста Загреба, у якому знаходяться однойменний парк, на честь якого район отримав свою назву, і стадіон «Максимир» (відомий за виступами ФК «Динамо»).
Відомими частинами району є Лашчина, Ребар, Обой, Буковац, Верхній Буковац, а також колишнє село Ремете, на території якого знаходиться церква Успіння Пресвятої Діви Марії з монастирем, побудовані католицьким чернечим орденом Паулінів. У самій церкві зберігається прекрасна статуя Божої Матері Реметської, що робить її одним із найбільш значущих Маріанських храмів в Хорватії.
Згідно з даними 2011 року, у межах району Максимир, територіально розділеного на 11 місцевих самоуправ, мешкає 48 902 особи.
Район займає північно-східну частину центрального міського простору і межує з Нижнім містом і Верхнім містом (Медвешчак) на заході, районом Подслєме на півночі, Верхньою і Нижньою Дубравою на сході і Пещеницею-Житняк на півдні. Південна, переважно низовинна частина Максимира, що простяглася від Звонимирової вулиці на південному заході до Нової Бранимирової вулиці і залізничних шляхів на південному сході, сильно урбанізована і помережана дорогами, які з'єднують північно-східні міські і приміські райони з центром міста. Відносно широка і досі незабудована низовина, яка простягається від схилів Медведниці зі східного боку Максимирського лісу до Радніце, відкриває прекрасний вид на Медведницю з самого її підніжжя і дозволяє потокам свіжого гірського повітря проникати в густонаселені рівнинні частини міста. У північній частині району простягаються передгір'я Медведграда, на яких забудовані території переплітаються із залишками колись непроглядних лісів.
20 жовтня 1991 року у південній частині Максимирського лісу біля меморіалу Mogila пройшли перші збори Сотні хорватських митців.

## Мікрорайони Максимира
- Буковац (хорв. Bukovac)
- «Динко Шимунович» (хорв. «Dinko Šimunović»)
- Добрий дол (хорв. Dobri dol)
- Дотрщина (хорв. Dotrščina)
- «Евген Кватерник» (хорв. «Eugen Kvaternik»)
- Козяк (хорв. Kozjak)
- Максимир (хорв. Maksimir)
- Максимирська населя (хорв. Maksimirska naselja)
- Машичева (хорв. Mašićeva)
- Ремете (хорв. Remete)
- Ружмаринка (хорв. Ružmarinka)